# Volga
Volga (în rusă Во́лга, în tătară İdel, Идел, în mordvină Рав, în mari Юл, în antichitate  Rha) este cel mai lung fluviu din Europa, aflat în totalitate pe teritoriul Rusiei. Volga izvorăște din Podișul Valdai, situat în nord-vestul Moscovei, și are un curs de 3.690 km, fiind inima celui mai mare complex hidrografic al continentului. Volga este al 19-lea fluviu din lume ca lungime, vărsându-se în Marea Caspică, 88 km la sud de orașul Astrahan. La vărsare formează o uriașă deltă. Cursul său străbate cea mai bine populată și mai dezvoltată regiune a Rusiei. Pe cursul său s-au construit nouă mari hidrocentrale.

## Geografie
Volga este cel mai mare fluviu din Europa din punct de vedere al lungimii, al revărsării și al bazinului de colectare. Volga este considerat râul național al Rusiei și traversează 11 dintre cele mai mari 20 de orașe ale Rusiei. În Rusia, Volga este cunoscută sub numele de „Bолга” cuvânt ce este înrudit cu un cuvânt sclavic și anume „umezeală”, „umiditate”.
Fluviul Volga aparține bazinului Mării Caspice. Izvorăște din Dealurile Valdai, la 225 metri deasupra nivelului mării, la N-V de Moscova și la aproximativ 320 de kilometri S-E de Sankt Petersburg. Volga trece la est de Lacul Sterj, Tver, Dubna, Rîbinsk, Iaroslavl, Nijni Novgorod și Kazan. De acolo se îndreaptă spre sud și trece pe lânga Ulianovsk, Togliatti, Samara, Saratov și Volgograd, apoi se varsă în Marea Caspică, lângă Astrahan, care se află la 28 de metri sub nivelul mării.
Cea mai strategică întorsură a Volgăi este atunci când se îndreaptă către Don (unul din cele mai mari râuri al Rusiei). Volgograd, fostul Stalingrad este localizat aici.
Fluviul Volga are foarte mulți afluenți, cei mai importanți fiind Kama, Oka, Vetluga și Sura. Volga împreună cu afluenții săi formează sistemul fluviului Volga, care drenează aproape 1.350.000 km2 în cea mai populată zonă a Rusiei. Delta Volgăi are o lungime de aproape 160 km și cuprinde peste 500 de canale și numeroase râuri mai mici. Este cel mai mare estuar din Europa și este singurul loc din Rusia unde se pot întâlni specii de pelicani, flamingo și lotisi. În timpul iernii o mare parte din lungimea Volgăi îngheață timp de aproximativ 3 luni.

## Economie
Volga drenează aproape tot vestul Rusiei. Multele lacuri de acumulare de pe cursul său permit realizarea de irigații și producerea de hidroelectricitate. Canalul Moscova-Volga, Canalul Volga-Don și Canalul Volga-Baltic formează o rețea navigabilă ce permite legătura între Moscova și Marea Baltică, Marea Caspică, Marea Azov și Marea Neagră.
Fertilitatea văii râului permite producerea de mari cantități de grâu sau alte cereale. În valea Volgăi se găsește o industrie petrolieră importantă. Printre resursele minerale care se găsesc aici sunt gazele naturale, sarea și carbonatul de potasiu.